# 井田良克
井田 良克（いだ よしかつ）は日本の教育者、理科教諭。
大学卒業後、化学科教諭として東京都立西高等学校、東京都立小石川高等学校などに着任した。その後、1998年まで東京都立田園調布高等学校教頭を務めた後に、教育庁を経て、東京都立大森東高等学校校長となる。都立大森東高等学校退任後は、2007年に東京都立武蔵高等学校・附属中学校開設準備室担当校長となり中高一貫校への移行を担った。2008年に東京都教育委員会職員表彰を授与される。退職後は2009年から日本音楽高等学校校長を務めた。
その他に、社会的活動として文部科学省の中央教育審議会教育制度分科会で大学入学資格検定部会臨時委員、全国高等学校長協会の入試委員会副委員長、全国高等学校視聴覚教育研究協議会長などを歴任した。

## 論文
- 国立情報学研究所収録論文 国立情報学研究所.2010-05-07閲覧。